# ریپ اسلایم
ریپ اسلایم (انگلیسی: Rip Slyme) یک گروه موسیقی هیپ هاپ ژاپنی است که در سال ۱۹۹۴ با همکاری ۴ ام‌سی و ۱ دی‌جی تشکیل شد. ترکیب گروه از آن زمان تا کنون تغییر کرده و برخی اعضای اصلی از آن جدا شده‌اند. موسیقی این گروه متأثر از سبک‌های هیپ هاپ اولد اسکول و رپ غربی و هنرمندانی چون پابلیک انمی، بیستی بویز و دی‌جی پریمیر است.
آنها در طول زندگی حرفه‌ای خود دو آلبوم مستقل تجربی، ده آلبوم اصلی، یک آلبوم زنده، یک مجموعه آلبوم تجربی نوآورانه و سه آلبوم گلچین منتشر کرده‌اند. آنها شش تک‌آهنگ را به‌صورت مستقل و ۱۷ تک‌آهنگ را با یک لیبل تجاری منتشر کردند.
در ۳۱ اکتبر ۲۰۱۸، این گروه اعلام کرد که تمام فعالیت‌ها را به حالت تعلیق درمی‌آورند. این اعلامیه شش ماه پس از آن منتشر شد که یک روزنامهٔ زرد ادعا کرد که یکی از اعضای گروه به نام «سو» همسرش خیانت می‌کند و گروه بدون او شروع به فعالیت کردند. وبسایت ریپ اسلایم از آن زمان بسته شده است. یکی دیگر از اعضای گروه به نام «پِـس» نیز در نوامبر ۲۰۱۷ گروه را ترک کرد، اما تا اکتبر ۲۰۲۱ عموم مردم از این موضوع خبر نداشتند. ریپ اسلایم در ۱۵ آوریل ۲۰۲۲، که متشکل از سه هنرمند بود، با نخستین تک‌آهنگ از یک مجموعه ۵ تایی تک‌آهنگ به نام «سرشت انسان» که قرار بود هر ماه یکی منتشر شود، به عرضهٔ موسیقی بازگشت.